# Kamenická Stráň

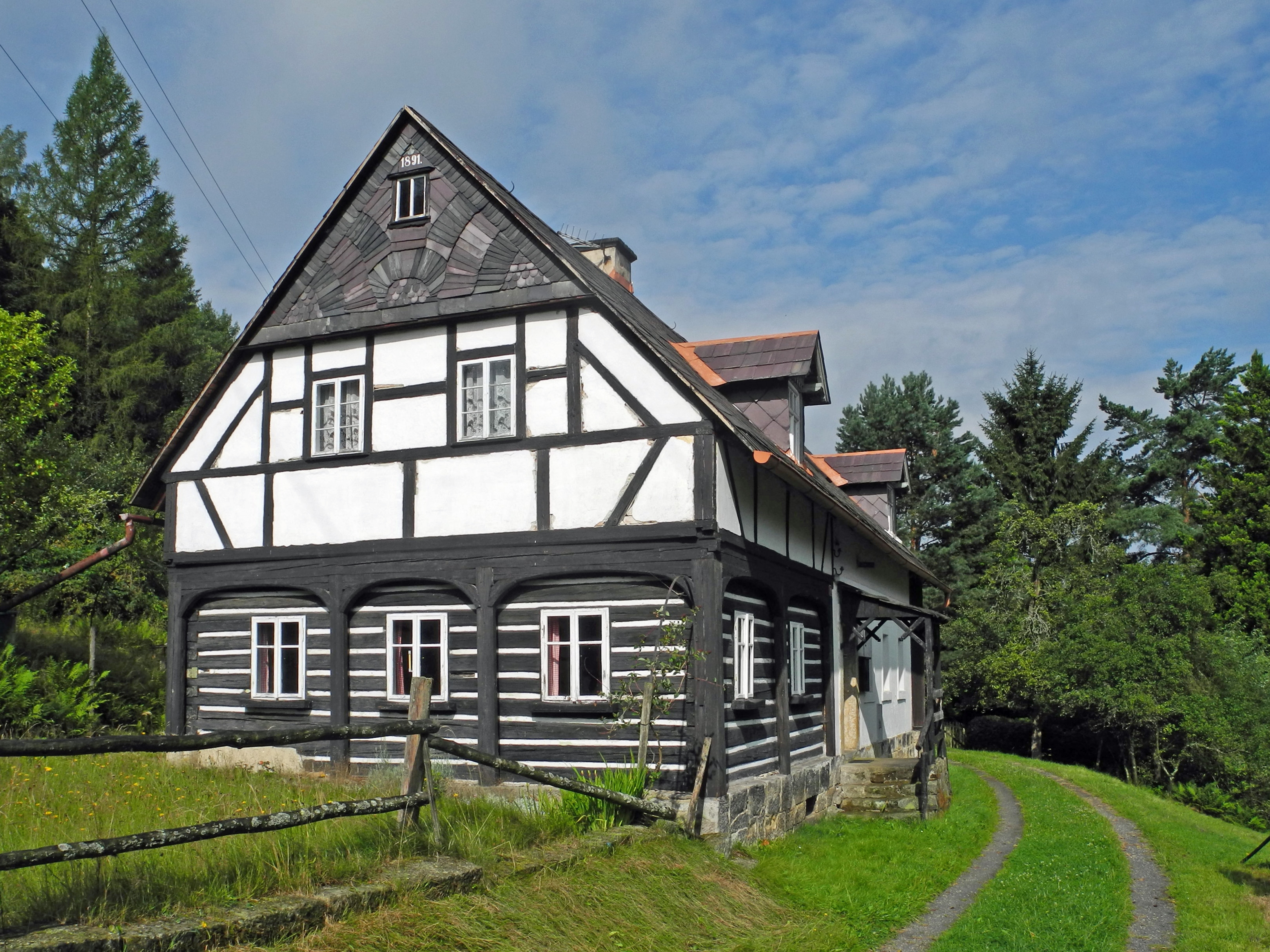
Denkmalgeschütztes Haus in Kamnitzleiten

Kamenická Stráň (deutsch Kamnitzleiten, auch Kamnitz-Leiten) ist ein Ortsteil der Gemeinde Růžová in Tschechien. Er liegt 12 Kilometer nordöstlich des Stadtzentrums von Děčín und gehört zum Okres Děčín. Wegen seines Bestands an Umgebindehäusern wurde Kamenická Stráň zum dörflichen Denkmalgebiet erklärt.

## Geographie

### Geographische Lage
Kamenická Stráň befindet sich im rechtselbischen Teil der Böhmischen Schweiz auf einer Hochebene am östlichen Fuß des Motzberges (341 m) über der Ferdinandsklamm der Kamenice. Östlich erhebt sich der Zámecký vrch (Schloßberg, 391 m), im Süden der Růžovský vrch (Rosenberg, 619 m) sowie südwestlich der Kovářův kopec (Gutsims, 383 m) und Pastevní vrch (Hutberg, 402 m).

### Gemeindegliederung
Zum Ortsteil Kamenická Stráň gehört die Wüstung Dolský Mlýn (Grundmühle).

### Nachbargemeinden
Nachbarorte sind Mezní Louka im Norden, Vysoká Lípa im Nordosten, Jetřichovice im Osten, Na Všemilské Planině und Všemily im Südosten, Srbská Kamenice und Nová Oleška im Süden, Růžová im Südwesten, Hájenky im Westen sowie Mezná im Nordwesten.

## Geschichte
Das Dorf wurde wahrscheinlich zum Ende des 14. Jahrhunderts im Zuge der Besiedlung der Herrschaft Scharfenstein unter den Herren von Michelsberg durch deutsche Kolonisten angelegt. 1407 erwarben die Berken von Dubá die Scharfensteiner Ländereien. Die erste schriftliche Erwähnung von Newdorf stammt aus dem Jahr 1410. 1450 wurde Johann von Wartenberg Besitzer der Scharfensteiner Herrschaft. 1467 wurde der Ort als Hinter Neydorf bezeichnet. Nikolaus III. Trčka von Lípa, der die ganzen Ländereien der Wartenberger 1511 für 60.000 Schock Groschen gekauft hatte, veräußerte sie bereits 1515 zu einem um 10.000 Schock höheren Preis an Hans von Salhausen auf Wehlen. 1522 teilte Hans den Besitz mit seinen Brüdern Friedrich und Wolf von Salhausen. Hinter Neydorf, das dem Gut Hohenleipa angeschlossen war, erhielt Friedrich, der sich in Bensen ein neues Schloss errichten ließ. Wolf von Salhausen erhielt seinen Anteil ausgezahlt. Der durch den Schlossbau in finanzielle Nöte geratene Friedrich von Salhausen verpfändete seine Herrschaft 1545 an seine Brüder Hans und Niklas, denen er 2600 Schock schuldete. Nach Friedrichs Tod wurde 1562 das Erbe von seinen Söhnen Hans und Friedrich geteilt. Hinter Neydorf gehörte zusammen mit Rosendorf und Binsdorf zum Erbteil Hans von Salhausens. Pfarrort war Rosendorf.
1575 brach unter den Herren von Salhausen ein Erbstreit aus, der bis 1583 andauerte. Ab 1594 wechselten sich die Herren von Hagen, Salhausen und Starschedel als Besitzer ab. 1612 kaufte Johann von Wartenberg auf Kamnitz die Herrschaft, der zwei Jahre später seine gesamten Besitzungen an Radslav Kinsky veräußerte. Bei diesem Verkauf wurde der Ort erstmals als Kamnitz Leite bezeichnet. 1619 erbte sein Neffe Wilhelm Kinsky die Herrschaft Kamnitz mit allem Zubehör. Er wurde 1634 zusammen mit Albrecht von Waldstein in Eger ermordet. Von seinen Besitzungen ging 1635 nur Kamnitz an Wilhelms Neffen und Erben Johann Octavian Kinsky über. Bensen mit Rosendorf und Binsdorf erhielt dagegen der kaiserliche Feldmarschall Johann von Aldringen geschenkt. Seine Erben teilten 1644 den Besitz, dabei fiel Bensen samt Zubehör seiner Schwester Anna Maria, verheiratete Clary zu. 1653 erfolgte eine Teilung der Bensener Herrschaft unter der Familie Clary-Aldringen, wobei die vier Herrschaften Bensen, Binsdorf, Rosendorf und Hohenleipa entstanden. Kamnitz Leite fiel dabei zusammen mit Rosendorf Marie Elisabeth Clary-Aldringen zu. Die Steuerrolle von 1654 weist für Neydorf Kemniczer vier Bauern, vier Häusler und einen Gärtner aus. 1683 schloss Karl Clary-Aldringen die Herrschaft Rosendorf an Binsdorf an. 1713 bestand „Kamnitz Leite“ aus 10 Häusern. Als 1786 die Pfarre Rosendorf wiedereingerichtet wurde, kam Kamnitzleiten zu deren Sprengel zurück.
Nach der Aufhebung der Patrimonialherrschaften bildete Kamnitzleiten ab 1850 einen Ortsteil der politischen Gemeinde Rosendorf in der Bezirkshauptmannschaft Tetschen/Děčín. Unter Edmund Moritz Fürst von Clary und Aldringen, der die Herrschaft Binsdorf 1831 geerbt hatte, begann die touristische Erschließung der Böhmischen Schweiz, insbesondere des Prebischtores und der Kamnitzklammen. 1869 hatte Kamnitzleiten 232 Einwohner, danach erfolgte durch Abwanderung in Fabrikstandorte ein Bevölkerungsrückgang. Jährlich am 25. Juli wurde zu Ehren des Dorfheiligen Jakobus der Ältere eine Prozession abgehalten, die entlang mehrerer Kreuze nach Rosendorf führte.
Ab 1876 bildete Kamnitzleiten mit der Grundmühle eine eigene politische Gemeinde. 1881 wurde die zu Ehren des Erzherzogs Franz Ferdinand von Österreich-Este benannte Ferdinandsklamm aufgestaut und eine Kahnfahrt von Windischkamnitz zum Wehr der Grundmühle eingerichtet. Im selben Jahr ließ Edmund von Clary und Aldringen auf dem Rosenberg einen Aussichtsturm errichten und am 4. Mai 1890 eröffnete auf dem Berg ein Gasthaus. Im Jahre 1900 entstand in Kamnitzleiten ein eigener Friedhof. Zwischen 1920 und 1923 gingen die Güter der Fürsten Clary und Aldringen schrittweise an den Staat über. Die Gemeinde Kamnitz-Leiten hatte im Jahre 1930 152 Einwohner. Nach dem Münchner Abkommen wurde Kamnitzleiten 1938 dem Deutschen Reich zugeschlagen und gehörte bis 1945 zum Landkreis Tetschen, ab 1943 Tetschen-Bodenbach. 1939 lebten in der Gemeinde 151 Menschen. Nach dem Ende des Zweiten Weltkrieges kam Kamnitzleiten zur Tschechoslowakei zurück. Die deutschen Bewohner wurden bis 1946 vertrieben. Der Friedhof wurde nach dem Kriege aufgehoben. 1947 wurde das aus 46 Häusern bestehende Dorf Kamenická Stráň einschließlich der drei Häuser in Dolský Mlýn nach Růžová eingemeindet. Die Ansiedlung Dolský Mlýn erlosch in der zweiten Hälfte des 20. Jahrhunderts. 1980 wurde Kamenická Stráň nach Arnoltice umgemeindet. Seit 1990 bildet Kamenická Stráň wieder einen Ortsteil der Gemeinde Růžová. 1995 wurde Kamenická Stráň zur dörflichen Denkmalszone erklärt. 1991 hatte der Ort keine Einwohner. Im Jahre 2001 bestand das Dorf aus 27 Häusern, in denen neun Menschen ständig lebten. Ansonsten wird der Ort als Wochenendsiedlung genutzt.

### Einwohnerentwicklung
|          | 1713 | 1787 | 1833 | 1869 | 1890 | 1947 | 2001 |
| -------- | ---- | ---- | ---- | ---- | ---- | ---- | ---- |
| Bewohner | –    | –    | 161  | 232  | 200  | –    | 9    |
| Häuser   | 10   | 18   | 25   | 49   | 49   | 46   | 27   |

## Kultur und Sehenswürdigkeiten
Siehe auch: Liste der denkmalgeschützten Objekte im Okres Děčín#Růžová (Rosendorf)
- Umgebindehäuser
- Felsental der Kamnitz mit Ferdinandsklamm
- Basaltkegel des Růžovský vrch
- Ruine der Dolský Mlýn (Grundmühle) mit Wehranlage im Kamnitztal